# Michael Wong (acteur)
Michael Fitzgerald Wong, de son vrai nom Wong Man-tak (王敏德, né le 16 avril 1965), est un acteur sino-américain. 
Bien que de langue maternelle anglaise et ne parlant pas un mot de cantonais (la langue de Hong Kong), ce qui se reflète dans de nombreux personnages qu'il a interprété, il a réussi à s'imposer dans le cinéma hongkongais et est apparu en 2004 dans plus de 50 films en 21 ans de carrière, souvent dans des rôles très mineurs.
Ses frères Russell Wong et Declan Wong sont également acteurs à Hong Kong.

## Biographie
Michael Wong est né et a grandi à Troy. Il est le fils d'un restaurateur sino-américain, William Wong, et d'une artiste américaine d'origine néerlandaise et française, Connie Van Yserloo. Après avoir terminé le lycée, il émigre à Hong Kong pour tenter sa chance comme acteur. Il y a un certain nombre de facteurs importants qui joue alors contre son succès éventuel, comme l'absence de contacts dans l'industrie cinématographique de Hong Kong, le fait d'être incapable de parler cantonais, et celui de n'avoir aucune formation en art de la scène ou en arts martiaux.
Il fait ses débuts en 1983 dans Invincible Obsessed Fighters, un film de kung fu. Son film important suivant est Royal Warriors (aussi appelé Le Sens du devoir), qui l'établit dans les rôles d'étranger naïf mais déterminé durant la première partie de sa carrière. En 1986, il joue dans Légitime vengeance aux côtés de Brandon Lee (le fils de Bruce Lee), le seul film hongkongais de ce-dernier.
En 1994, le film The Final Option fait de Wong un acteur majeur de l'industrie cinématographique hongkongaise. Jouant le rôle d'un policier nommé Stone Wong, il reprendra son personnage dans une préquelle, First Option (1996), et dans New Option (2002). Il apparaît ensuite aux côtés de Jackie Chan dans Jackie Chan sous pression (1995). En 1996, Wong joue dans le téléfilm canadien Les Repentis, réalisé par John Woo. Son rôle principal dans Beast Cops (1998), qui remporte le Hong Kong Film Award du meilleur film, conforte sa position. Il joue la même année dans Enter the Eagles avec la sœur de Brandon Lee, Shannon Lee. 
Il apparaît en 1998 dans le rôle d'un policier dans Piège à Hong Kong avec Jean-Claude Van Damme et Rob Schneider, qui est son premier film en anglais. En 2000, il fait ses débuts de réalisateur avec Miles Apart, qu'il produit et dans lequel il joue également.

## Vie privée
Wong est marié avec la mannequin Janet Ma depuis 1992 et avec qui il a deux filles, Kayla Wong et Irisa Shannon Wong, et un fils, Kadin Miles Wong.

## Filmographie
- Chasing the Dragon 2 (2019)
- Triple Threat (2019)
- Napping Kid (2018)
- Agent Mr Chan (2018)
- The Treasure (2017)
- La Filature (2016)
- Transformers : L'Âge de l'extinction (2014)
- Z Storm (2014)
- Delete My Love (2014)
- From Vegas to Macau (2014)
- Firestorm (2013)
- SDU: Sex Duties Unit (2013)
- 7 Assassins (2013)
- Cold War (2012)
- Nightfall (2012)
- Dear Enemy (亲密敌人, 2011)
- Shooters (2010)
- The Blood Bond (2010)
- Overheard (2009)
- The Drive of Life (TVB Drama 2007)
- The Counting House (2006)
- PTU File: Death Trap (2005)
- Seven Swords (2005)
- House of Fury (2005)
- Magic Kitchen (2004)
- Women from Mars (2002)
- Partners (2002)
- The New Option (2002)
- Calmi Cuori Appassionati (冷靜與熱情之間, 2001)
- There Is a Secret in My Soup (2001)
- Violent Cop (2000)
- At the Threshold of an Era (série TV, 1999)
- Piège à Hong Kong (1998)
- Beast Cops (1998)
- Enter the Eagles (1998)
- Lost and Found (1996)
- First Option (1996)
- Jackie Chan sous pression (1995)
- Treasure Hunt (1994)
- Niki Larson (1993)
- Tiger Cage 3 (1991)
- The Vineyard (1989)
- Le Sens du devoir 4 (1989)
- L'Héritier de la violence (1986)
- Invincible Obsessed Fighters (1983)